# Internazionale Operaia e Socialista
La Internazionale Operaia Socialista (IOS), cui nome ufficiale inglese era Labour and Socialist International, francese Internationale ouvrière socialiste e tedesco Sozialistische Arbeiterinternationale, era l'organizzazione internazionale dei partiti socialisti e socialdemocratici durante il periodo interbellico. 

## Storia
L'IOS si costituì nel maggio del 1923 in occasione dell'unione tra la riformista Internazionale di Londra e la centrista Unione dei Partiti Socialisti per l'Azione Internazionale. 
La sede del IOS è stata in una prima fase Londra, dal 1925 in poi Zurigo, e dal 1935 al 1940 Bruxelles.